# Estadio Sivas 4 Eylül
El Estadio Sivas 4 Eylül (en turco: 4 Eylül Stadyumu) (Estadio 4 de septiembre de Sivas), es un estadio multiusos ubicado en la ciudad de Sivas, Turquía. El estadio tiene una capacidad para 15 000 personas y es utilizado por el club de fútbol Sivasspor que disputa la Superliga de Turquía.
En vistas a la participación del Sivasspor en la Liga de Campeones 2009-10, el estadio fue refaccionado adaptándolo a estándares de la UEFA, se le dotó de butacas individuales e iluminación artificial.